# 23298 Loewenstein
23298 Loewenstein este un asteroid din centura principală de asteroizi.

## Descriere
23298 Loewenstein este un asteroid din centura principală de asteroizi. A fost descoperit pe 2 ianuarie 2001 la Socorro, New Mexico, în cadrul proiectului LINEAR. Asteroidul prezintă o orbită caracterizată de o semiaxă mare de 2,29 ua, o excentricitate de 0,16 și o înclinație de 3,7° în raport cu ecliptica.